# بال‌های نیروی دریایی
بال‌های نیروی دریایی (انگلیسی: Wings of the Navy) فیلمی در ژانر درام به کارگردانی لوید بیکن است که در سال ۱۹۳۹ منتشر شد.

## بازیگران
- جورج برنت
- اولیویا دی هاویلند
- جان پین
- فرانک مک‌هیو
- جورج میکر
- هنری اونیل
- هاوارد هیکمن
- جان لیتل
- جان ریدگلی
- جاناتان هیل
- جوزف کرئان
- رجیس تومی
- ویکتور جوری
- آلبرتو مورین
- امت ووگان